# Saltcoats (ancienne circonscription fédérale)
Saltcoats fut une circonscription électorale fédérale de la Saskatchewan, représentée de 1908 à 1925.
La circonscription de Saltcoats a été créée en 1907 avec des parties d'Assiniboia-Est et de Qu'Appelle. Abolie en 1924, elle fut redistribuée parmi Last Mountain, Melville et de Yorkton.

## Géographie
En 1907, la circonscription de Saltcoats comprenait:
- La partie est de la Saskatchewan, située au nord de la rivière Qu'Appelle

## Députés
1. 1908-1921 — Thomas MacNutt, CON
2. 1921-1925 — Thomas Sales, PPC

- CON = Parti conservateur du Canada (ancien)
- PPC = Parti progressiste du Canada